# Bastogne
Bastogne (tiếng Hà Lan: Bastenaken, tiếng Đức: Bastenach, 
tiếng Luxembourg: Baaschtnech) là một đô thị của Bỉ tọa lạc ở tỉnh Luxembourg ở Ardennes. Đô thị Bastogne gồm các đô thị cũ Longvilly, Noville, Villers-la-Bonne-Eau, và Wardin.
Bastogne ban đầu có một tuyến đường sắt NMBS/SNCB nối với Libramont và Gouvy. Dịch vụ vận chuyển khách bằng đường sắt với Gouvy đã dừng năm 1984  và vào thập niên 1990, tuyến nối với Libramont cũng ngưng .